# St Ives Town F.C.
St. Ives Town F.C. là một câu lạc bộ bóng đá Anh nằm ở St Ives, Cambridgeshire. Đội bóng đang thi đấu ở Southern Football League Division One Central. Đội bóng St Ives Town này không nên bị nhầm lẫn với đội bóng của Cornwall Combination nằm ở St Ives, Cornwall, cũng có tên gọi St Ives Town F.C.
Câu lạc bộ do Ricky Marheineke quản lý và trợ lý là Jack Cassidy gia nhập từ Histon trong khâu chuẩn bị cho mùa giải 2014-15.

## Lịch sử
St Ives Town Football Club thành lập năm 1887. Trong một thời gian ngắn, câu lạc bộ thi đấu ở United Counties Football League Division Two trong 2 mùa giải ở những năm đầu 1950. Họ gia nhập lại United Counties Football League Division One mùa giải 1985–86, và giành quyền thăng hạng Premier Division mùa giải 2004–05 sau khi kết thúc ở vị trí thứ 3 chung cuộc. Họ vào đến vòng 5 của FA Vase trong các mùa giải 2007–08, 2008–09 và 2009–10, vào đến Tứ kết mùa giải 2011–12. Đội bóng thăng hạng Southern Football League sau khi kết thúc ở vị trí thứ 2 tại United Counties League Premier Division mùa giải 2012-13.

## Kỉ lục
- FA Cup[1]
  - Vòng loại 1: 2006–07, 2009–10
- FA Vase
  - Tứ kết: 2011–12